# 1,4-butaandiol
1,4-butaandiol is een diol-afgeleide van butaan. Het is een kleurloze viskeuze vloeistof die in de organische chemie als oplosmiddel wordt gebruikt.

## Synthese
Deze stof wordt gesynthetiseerd in twee stappen: eerst wordt 1,4-butyndiol bereid uit acetyleen en formaldehyde in de molverhouding 1:2, en vervolgens wordt 1,4-butyndiol gehydrogeneerd tot 1,4-butaandiol.
De stof wordt ook commercieel geproduceerd uit allylalcohol in twee stappen: eerst gebeurt de hydroformylering van allylalcohol met een CO/H2-gasmengsel, tot 4-hydroxybutyraldehyde. Daarna volgt een hydrogenering tot 1,4-butaandiol. Een eenstapsproces ("hydrocarbonylering") waarin allylalcohol, koolstofmonoxide en waterstofgas reageren tot 1,4-butaandiol is ook mogelijk mits gebruik van een geschikt katalysatorsysteem.
1,4-Butaandiol kan men ook produceren door de katalytische hydrogenering van maleïnezuuranhydride. De hydrogenering gebeurt in meerdere stappen, met barnsteenzuuranhydride en gamma-butyrolacton als tussenproducten.

## Toepassingen
Naast oplosmiddel wordt het in de industrie gebruikt bij de productie van polyurethanen en andere kunststoffen.
Het wordt gebruikt voor de productie van tetrahydrofuraan door dehydratie.
1,4-butaandiol wordt in het uitgaansleven ook wel als drug gebruikt. De werking ervan is vergelijkbaar met die van GHB.